# Käpt’ns Dinner
Käpt’ns Dinner ist eine Late-Night-Show im NDR. Die Erstausstrahlung erfolgte am 9. September 2016. Premierengast war Berlins ehemaliger Regierender Bürgermeister Klaus Wowereit. Moderator der Sendung ist Michel Abdollahi. 

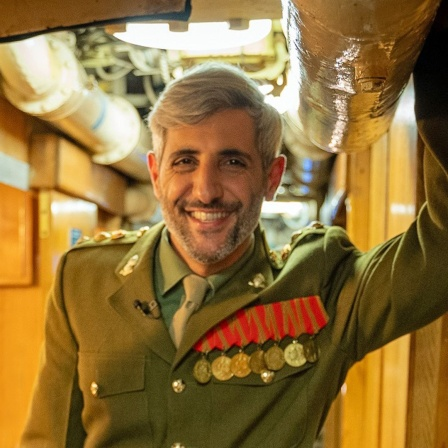
Moderator Michel Abdollahi im U-Boot (2023)

## Sendung
Drehort ist der Kommandostand des alten sowjetischen U-Bootes U-434 vom Typ Projekt 641B Som im Hamburger Hafen. Abdollahi empfängt jeweils einen einzigen Gast zum halbstündigen Gespräch. Passend zum Namen der Talkshow ist der Moderator in eine Fantasieuniform eines sowjetischen U-Boot-Kommandanten gekleidet. Es gibt keine Kerzen, kein Tischtuch und kein Tafelsilber wie beim Kapitänsdinner auf einem Kreuzfahrtschiff, sondern in einem spartanischen Ambiente nur einen kleinen Bordimbiss, der häufig aus Schnaps, Rollmops und Leberwurstschnittchen besteht, die Abdollahi selbst zubereitet.
Zum Ablauf der Sendung gehört es, dass am Anfang der Weg des Talk-Gastes durch die engen Gänge des U-Bootes gezeigt wird, wobei sich Moderator und Gast schon erste Worte zurufen. Bei der Passage „Kurze Fragen, kurze Antworten“ schaltet Abdollahi auf Rotlicht um. Studiopublikum gibt es nicht.

## Sendungsliste
| Folge | Talkgast                  | Erstausstrahlung                   |
| ----- | ------------------------- | ---------------------------------- |
| 001.  | Klaus Wowereit            | 9. September 2016 (NDR Fernsehen)  |
| 002.  | Bärbel Schäfer            | 19. Mai 2017 (NDR Fernsehen)       |
| 003.  | Florian Schroeder         | 22. September 2017 (NDR Fernsehen) |
| 004.  | Jan Josef Liefers         | 6. Oktober 2017 (NDR Fernsehen)    |
| 005.  | Olivia Jones              | 17. November 2017 (NDR Fernsehen)  |
| 006.  | Kaya Yanar                | 15. Dezember 2017 (NDR Fernsehen)  |
| 007.  | Michael Mittermeier       | 5. Januar 2018 (NDR Fernsehen)     |
| 008.  | Linda Zervakis            | 9. März 2018 (NDR Fernsehen)       |
| 009.  | Sasha                     | 4. Mai 2018 (NDR Fernsehen)        |
| 0010. | Barbara Schöneberger      | 10. August 2018 (NDR Fernsehen)    |
| 0011. | Conchita                  | 14. September 2018 (NDR Fernsehen) |
| 0012. | Ulrich Wickert            | 27. Oktober 2018 (NDR Fernsehen)   |
| 0013. | Jürgen Drews              | 16. November 2018 (NDR Fernsehen)  |
| 0014. | Maren Kroymann            | 26. Januar 2019 (NDR Fernsehen)    |
| 0015. | Gregor Gysi               | 16. März 2019 (NDR Fernsehen)      |
| 0016. | Wolfgang Niedecken        | 3. Mai 2019 (NDR Fernsehen)        |
| 0017. | Ina Müller                | 21. Juni 2019 (NDR Fernsehen)      |
| 0018. | Karl Dall                 | 16. August 2019 (NDR Fernsehen)    |
| 0019. | Ildikó von Kürthy         | 4. Oktober 2019 (NDR Fernsehen)    |
| 0020. | Inka Bause                | 8. November 2019 (NDR Fernsehen)   |
| 0021. | Margot Käßmann            | 14. Dezember 2019 (NDR Fernsehen)  |
| 0022. | Barbara Becker            | 18. April 2020 (NDR Fernsehen)     |
| 0023. | Eckart von Hirschhausen   | 25. April 2020 (NDR Fernsehen)     |
| 0024. | Gil Ofarim                | 2. Mai 2020 (NDR Fernsehen)        |
| 0025. | Volker Lechtenbrink       | 9. Mai 2020 (NDR Fernsehen)        |
| 0026. | Katja Ebstein             | 28. November 2020 (NDR Fernsehen)  |
| 0027. | Sara Nuru                 | 5. Dezember 2020 (NDR Fernsehen)   |
| 0028. | Angelo Kelly              | 12. Dezember 2020 (NDR Fernsehen)  |
| 0029. | Andrea Kiewel             | 19. Dezember 2020 (NDR Fernsehen)  |
| 0030. | Max Raabe                 | 20. Februar 2021 (NDR Fernsehen)   |
| 0031. | Kerstin Ott               | 27. Februar 2021 (NDR Fernsehen)   |
| 0032. | Peter Heinrich Brix       | 6. März 2021 (NDR Fernsehen)       |
| 0033. | Sven Hannawald            | 13. März 2021 (NDR Fernsehen)      |
| 0034. | Kübra Gümüşay             | 20. März 2021 (NDR Fernsehen)      |
| 0035. | Collien Ulmen-Fernandes   | 27. März 2021 (NDR Fernsehen)      |
| 0036. | Sebastian Krumbiegel      | 21. Mai 2021 (NDR Fernsehen)       |
| 0037. | Cordula Stratmann         | 29. Mai 2021 (NDR Fernsehen)       |
| 0038. | Marteria                  | 5. Juli 2021 (NDR Fernsehen)       |
| 0039. | Daniel Donskoy            | 12. Juli 2021 (NDR Fernsehen)      |
| 0040. | Guido Maria Kretschmer    | 26. Juli 2021 (NDR Fernsehen)      |
| 0041. | Marina Weisband           | 23. Oktober 2021 (NDR Fernsehen)   |
| 0042. | Tijen Onaran              | 6. November 2021 (NDR Fernsehen)   |
| 0043. | Johannes Wimmer           | 13. November 2021 (NDR Fernsehen)  |
| 0044. | Sarah Kuttner             | 20. November 2021 (NDR Fernsehen)  |
| 0045. | Wladimir Kaminer          | 27. November 2021 (NDR Fernsehen)  |
| 0046. | Michel Friedman           | 4. Dezember 2021 (NDR Fernsehen)   |
| 0047. | Kurt Krömer               | 22. April 2022 (NDR Fernsehen)     |
| 0048. | Tobias Schlegl            | 29. April 2022 (NDR Fernsehen)     |
| 0049. | Caren Miosga              | 6. Mai 2022 (NDR Fernsehen)        |
| 0050. | Bettina Wulff             | 13. Mai 2022 (NDR Fernsehen)       |
| 0051. | Anke Engelke              | 20. Mai 2022 (NDR Fernsehen)       |
| 0052. | Atze Schröder             | 3. Juni 2022 (NDR Fernsehen)       |
| 0053. | Ariana Baborie            | 10. Juni 2022 (NDR Fernsehen)      |
| 0054. | Bettina Tietjen           | 17. Juni 2022 (NDR Fernsehen)      |
| 0055. | Cornelia Poletto          | 16. September 2022 (NDR Fernsehen) |
| 0056. | Alpha Dia                 | 23. September 2022 (NDR Fernsehen) |
| 0057. | Laura Karasek             | 30. September 2022 (NDR Fernsehen) |
| 0058. | Yared Dibaba              | 7. Oktober 2022 (NDR Fernsehen)    |
| 0059. | Alvaro Soler              | 14. Oktober 2022 (NDR Fernsehen)   |
| 0060. | Natalie Amiri             | 21. Oktober 2022 (NDR Fernsehen)   |
| 0061. | Giovanni di Lorenzo       | 28. Oktober 2022 (NDR Fernsehen)   |
| 0062. | Fernanda Brandão          | 4. November 2022 (NDR Fernsehen)   |
| 0063. | Minh-Khai Phan-Thi        | 15. Februar 2023 (NDR Fernsehen)   |
| 0064. | Kida Khodr Ramadan        | 19. Januar 2023 (NDR Fernsehen)    |
| 0065. | Sarah Bosetti             | 17. Februar 2023 (NDR Fernsehen)   |
| 0066. | Hubertus Meyer-Burckhardt | 11. März 2023 (NDR Fernsehen)      |
| 0067. | Ralf Moeller              | 19. Mai 2023 (NDR Fernsehen)       |
| 0068. | Eva Schulz                | 26. Mai 2023 (NDR Fernsehen)       |
| 0069. | Judith Rakers             | 2. Juni 2023 (NDR Fernsehen)       |
| 0070. | Evelyn Burdecki           | 9. Juni 2023 (NDR Fernsehen)       |
| 0071. | Pierre M. Krause          | 22. September 2023 (NDR Fernsehen) |
| 0072. | Steffi Jones              | 29. September 2023 (NDR Fernsehen) |
| 0073. | Eugene Boateng            | 6. Oktober 2023 (NDR Fernsehen)    |
| 0074. | Ute Lemper                | 13. Oktober 2023 (NDR Fernsehen)   |
| 0075. | Tim Mälzer                | 18. November 2023 (NDR Fernsehen)  |
| 0076. | Jasmin Shakeri            | 25. November 2023 (NDR Fernsehen)  |
| 0077. | Best of #1                | 2. Dezember 2023 (NDR Fernsehen)   |
| 0078. | Verona Pooth              | 9. Dezember 2023 (NDR Fernsehen)   |
| 0079. | H. P. Baxxter             | 20. April 2024 (NDR Fernsehen)     |
| 0080. | Micaela Schäfer           | 27. April 2024 (NDR Fernsehen)     |
| 0081. | Jens Riewa                | 4. Mai 2024 (NDR Fernsehen)        |
| 0082. | Jorge González            | 11. Mai 2024 (NDR Fernsehen)       |
| 0083. | Haya Molcho               | 18. Mai 2024 (NDR Fernsehen)       |
| 0084. | Best of #2                | 20. Mai 2024 (NDR Fernsehen)       |
| 0085. | Marwa Eldessouky          | 14. September 2024 (NDR Fernsehen) |
| 0086. | Charly Hübner             | 21. September 2024 (NDR Fernsehen) |
| 0087. | Shary Reeves              | 28. September 2024 (NDR Fernsehen) |
| 0088. | Marcel Reif               | 5. Oktober 2024 (NDR Fernsehen)    |
| 0089. | Elnaaz Norouzi            | 12. Oktober 2024 (NDR Fernsehen)   |
| 0090. | Amiaz Habtu               | 19. Oktober 2024 (NDR Fernsehen)   |
| 0091. | Marijke Amado             | 26. Oktober 2024 (NDR Fernsehen)   |
| 0092. | Ralf Dümmel               | 2. November 2024 (NDR Fernsehen)   |
| 0093. | Moritz Neumeier           | 9. November 2024 (NDR Fernsehen)   |
| 0094. | Best of #3                | 22. November 2024 (NDR Fernsehen)  |